# Franc Pust (župan)
Franc Pust ml. s hišnim imenom Kobac, slovenski posestnik in politik, * 13. avgust 1814, Trbovlje, Avstrijsko cesarstvo, † 9. marec 1871, Trbovlje, Avstro-Ogrska
Leta 1850 je na položaju trboveljskega oberrihtarja nasledil Mihaela Roša, še istega leta pa je naziv oberrihtarja zamenjal naziv župana.

## Življenje
Franc Pust se je rodil 13. avgusta 1814 v Trbovljah očetu posestniku Francu Pustu starejšemu in Mariji Kramar. Prejel je precej skromno izobrazbo, saj je dokončal le trboveljsko šolo, veliko znanja pa je prejel od župnika Grošlja. Leta 1837 je nasledil očeta pri vodenju kmetije.
19. februarja 1838 se je poročil z Marijo Dolinšek. Rodili sta se jima sinovi Franc in Feliks in Johan. Feliks je bil tajnik kasnejšega župana Franca Kalana, Johanova hči Karolina pa se je poročila s Kalanovim sinom Francem in tako postala mrzla sestrična kasnejšemu županu Gustavu Vodušku.
Pust je bil dober prijatelj tako z Mihaelom Rošem, s katerim je imel občasno tekmovalni odnos, kot z njegovim sinom, Boštjanom. Slednji v svojih spominih Pusta opisuje kot mirnega, premišljenega in vestnega človeka.

### Županovanje (1850–1871)
Pred oblikovanjem Krajevne občine Trbovlje, ki je nastala z združitvijo katastrskih občin Trbovlje, Knezdol, Sveti Lenart, Ojstro in Sveti Marko, je opravljal obveznosti oberrihtarja.
Leta 1850 so v Trbovljah potekale prve županske volitve na katerih je zmagal Pust. V prvem občinskem odboru so bili poleg župana Pusta še Jernej Čamer - Parašuh, Matevž Kosem, Franc Kramer, Janez Zadobovšek, Janez Šimonc, Anton Selevšek, Anton Dolinšek - Zaostenkar in župnik Jožef Hašnik, ki je na seji odbora 21. decembra 1851 odstopil.
Naslednje volitve odbora so potekale 17. septembra 1864, čeprav bi do njih moralo priti že leta 1854. Za odbornike so bili poleg Pusta izvoljeni Anton Plavšak, Ivan Šimonc, Mihael Roš, Martin Špiler in Martin Papež, za njihove namestnike so bili izvoljeni Jurij Kralj, Ivan Vautiker, Ivan Zadobovšek, Matevž Polak, Ivan Cajhen in Jurij Plaznik. Na prvi seji novega odbora 3. oktobra je bil iz predstojništva izbran novi župan, zopet Pust.

#### Pomembni dogodki v času županovanja
Leta 1850 je bila ustanovljena žandarmerija. Žandarji so prihajali iz Laškega in Zidanega mosta. Med postankom v Trbovljah je imel Pust kot župan nalogo, da jim priskrbi sobo in hrano.
Prebivalstvo občine je doživelo hitro rast. S 1540 prebivalcev leta 1825 je naraslo na 1966 prebivalcev leta 1851.
Leta 1867 so Trbovlje dobile prvega stalnega zdravnika, dr. Florijana Frohlicha, tri leta kasneje pa svojo žandarmerijo.
Jožef Hašnik, ki je med Pustovim županovanjem opravljal funkcijo župnika je uvidel, da trboveljski otroci potrebujejo pouk in šolsko vzgojo. Pusta je prepričal, da je občina obnovila in dozidala poslopje v neposredni bližini župnijske cerkve svetega Martina. Gradbena dela so se zaključila leta 1862. S tem je šola dobila stalnega učitelja. V tej stavbi je delovala osnovna šola vse do leta 1901, ko so zgradili novo stavbo, današnjo OŠ Ivana Cankarja.

## Smrt
V poznih letih življenja je Pust duševno bolehal in 9. marca 1871 storil samomor. Star je bil 56 let.